# Sväng (musikgrupp)
Sväng är en finländsk munspelskvartett grundad 2003. Kvartetten är landets enda professionella munspelsgrupp och unika i världen med att komponera ny musik för munspel. Gruppen använder sig av en mängd olika munspel och musikens harmoni fås från det ovanliga tunginstrumentet harmonetta. Gruppens harmonettaspelare Jouko Kyhälä har sagt att han förmodligen är den enda i världen att spela instrumentet professionellt. Kyhälä doktorerade i ämnet "munspelet och dess möjligheter" 2007 vid Sibelius-Akademins avdelning för folkmusik.

## Medlemmar
- Eero Grundström
- Jouko Kyhälä
- Pasi Leino
- Eero Turkka

## Diskografi
- 2005 – Sväng
- 2008 – Jarruta
- 2010 – Sväng Plays Chopin
- 2010 – Schladtzshe!
- 2014 – Karja-La
- 2015 – Sväng plays Sibelius
- 2017 – Hauptbahnhof
- 2018 – Sväng plays Tango